# Dasycercus cristicauda
Il mulgara dalla coda crestata (Dasycercus cristicauda Krefft, 1867) è un mammifero australiano appartenente alla famiglia dei Dasiuridi.

## Descrizione
Il mulgara dalla coda crestata ha una lunghezza testa-corpo di 12,5–22 cm e una coda di 7,5-12,5 cm e pesa 60-170 g. Ha una costituzione tozza, con arti brevi, piccole orecchie e muso poco pronunciato. Non è dotato di un marsupio vero e proprio, e i piccoli vengono protetti soltanto da pieghe cutanee e rimangono appesi ai capezzoli. La pelliccia, nelle regioni superiori, è di colore variabile dal marroncino al bruno-rossastro brillante, mentre sul ventre è bianca o crema. Deve il nome comune al fatto che la metà terminale della coda è ricoperta, sulla zona superiore, da una serie di lunghi peli neri. Si distingue dall'altra specie di Dasycercus, D. blythi, per avere tre premolari e otto capezzoli, invece di due e sei rispettivamente.

## Biologia

### Comportamento
Il mulgara dalla coda crestata ha abitudini terricole, ma è ugualmente in grado di arrampicarsi sugli alberi. Di abitudini sia diurne che notturne, trascorre le ore più calde della giornata al riparo della tana, costruita nel soffice terreno sabbioso delle zone in cui abita. Studi effettuati in cattività hanno dimostrato che questa creatura deserticola è in grado di sopravvivere senza bere e addirittura senza mangiare piante succulente, dato che può ricavare i liquidi di cui abbisogna dalla carne di cui si nutre.

### Alimentazione
La dieta di D. cristicauda comprende piccoli vertebrati, aracnidi e insetti e piccoli mammiferi, come roditori che divora a partire dalla testa.

### Riproduzione
In cattività coppie di mulgara si sono accoppiate tra metà maggio e metà giugno, e nascite si sono avute alla fine di giugno, luglio e agosto, dopo una gestazione di cinque o sei settimane. I piccoli si nutrono di latte materno per i primi 3-4 mesi di vita, e raggiungono la maturità sessuale verso i 10-11 mesi. In cattività questi animali si sono riprodotti anche per sei anni di seguito, il che indica un ciclo vitale abbastanza lungo.

## Distribuzione e habitat
Il mulgara dalla coda crestata è endemico dell'Australia, dove occupa sicuramente le zone di deserto al confine tra Territorio del Nord e Australia Meridionale. I confini esatti del suo areale, tuttavia, sono difficili da determinare, data la sua somiglianza con l'altro mulgara, quello dalla coda a spazzola.